# New Hampshire (U-Boot)
Die New Hampshire, auch USS New Hampshire (Kennung: SSN-778), ist ein atomgetriebenes Jagd-U-Boot der Virginia-Klasse der United States Navy. Das U-Boot ist nach dem US-amerikanischen Bundesstaat New Hampshire benannt.

## Geschichte
SSN-778 wurde 2003 als fünftes Boot ihrer Klasse genehmigt, 2007 wurde der Kiel gelegt. Bauwerft war Electric Boat, wo am 21. Februar 2008 auch der Stapellauf stattfand. Taufpatin bei der am 21. Juni 2008 stattfindenden Taufe des U-Bootes war Cheryl McGuinness, die Witwe von Tom McGuinness, der Copilot auf American-Airlines-Flug 11 war, als dieser für die Terroranschläge am 11. September 2001 gekapert wurde. Dank verbesserter Bautechniken sind von der Kiellegung bis zur Indienststellung bei der New Hampshire erstmals bei einem Boot dieser Klasse nur rund 18 Monate vergangen. Damit wurde das Boot acht Monate vor der ursprünglichen Planung fertiggestellt, wodurch 54 Millionen US-Dollar eingespart werden konnten.
Die Indienststellung fand am 25. Oktober 2008 in der Portsmouth Naval Shipyard statt. Im Mai 2009 nahm die New Hampshire an der Übung Joint Warrior im Nordatlantik teil. Im Anschluss nahm das U-Boot in Haakonsvern an Feierlichkeiten der norwegischen Marine teil. Im März 2011 begann die New Hampshire zusammen mit der USS Connecticut, ICEX, eine Übung zur Kriegsführung in arktischen Gewässern. Auf der Fahrt musste am 19. März der Sauerstoff-Aufbereiter außer Betrieb genommen und auf Sauerstoffkerzen umgeschaltet werden. Die Navy sprach von einem unbedeutenden Defekt, der keine Gefährdung für die Besatzung darstellte.